# Музей эротического искусства
Музе́й эроти́ческого иску́сства, музей эротики или музей секса, — музейное учреждение, специализирующееся на демонстрации произведений искусства сексуально-эротического характера, истории и корней сексуально-эротических взаимоотношений, просвещения, гигиены и медицинской грамотности.
Музеи секса перетерпели бум расцвета и были наиболее популярны в Европе в период с конца 60-х годов XX столетия и до конца 70-х. Этот исторический период времени закрепил за собой название «сексуальная революция». Начиная с 1990-х и до настоящего времени стали называться музеями эротики или эротического искусства.
Музеи эротического искусства сегодня есть в разных странах мира, однако в путеводителях могут не упоминаться.